# VSFT G 322
La VSFT G322 è una locomotiva da manovra Diesel a trasmissione elettrica, inizialmente costruita e in servizio con le ferrovie danesi DSB come Classe MK.

## Storia
Nel 1989, DSB ordinò 30 locomotive CMI 500 da Cockerill Mechanical Industries per sostituire le sue vecchie locomotive di Classe MH e MT. Originariamente prevista per il 1990, la prima locomotiva è stata consegnata solo nel 1992. A causa del peso elevato, dei problemi tecnici e del cambiamento delle richieste, DSB ha annullato l'ordine nel 1994.
Nel 1995, Siemens Schienenfahrzeugtechnik è stata quindi incaricata di costruire 20 locomotive G 322 in sostituzione dell'ordine di locomotive cancellate. Altre 5 locomotive sono state ordinate nel 1997.

## Utilizzazione
Inizialmente utilizzati dalla divisione merci DSB merci, sono stati trasferiti nel 2001 a Railion Danimarca. Le 3 locomotive più antiche sono state rivendute a Vossloh nel 2003. Le restanti 21 locomotive sono state trasferite a DB Schenker Rail Danmark Services nel febbraio 2009. DSB ha ancora un'unità in servizio (625) a Copenaghen, utilizzata per smistare le carrozze nel piazzale denominato “Belvedere” e trasportare le carrozze all'officina di Otto Busses Vej a Copenaghen.
Un prototipo di locomotiva, la numerato 352 001-2, è stata costruita nel 1996 e utilizzata per prove e leasing. È stato venduto alla società di leasing Northrail nell'agosto 2008.